# 1646
Cette page concerne l'année 1646  du calendrier grégorien. Pour l'année 1646 av. J.-C., voir 1646 av. J.-C.
L'année 1646 est une année commune qui commence un lundi.

## Événements
- 15 février : Jacques Pronis est emprisonné par les colons insurgés de Fort-Dauphin (Madagascar). Libéré le 26 juillet à l'arrivée du navire Saint-Laurent de Dieppe, il parvient à reprendre le pouvoir[1]. Il fait déporter douze mutins à La Réunion, alors inhabitée (fin en 1649)[2].
- 17 juillet : l'empereur moghol Shâh Jahân prend Balkh[3].
- Juillet - septembre : les Mandchous, profitant des dissensions entre les Ming prennent le Zhejiang (juillet) et le Fujian (août-septembre)[4].
- 5 octobre : traité de paix entre les Anglais et les Indiens Powhatans en Virginie, signé après que le gouverneur sir William Berkeley a capturé leur chef Opechancanough[5].
- 15 octobre, Québec : reprise des hostilités avec les Agniers (Iroquois) quand ces derniers capturent le père jésuite Isaac Jogues et Jean de La Lande. Les Agniers se rendent compte que les Français qui reviennent d’Europe causent des décès dans leur communauté (microbes). Pour conjurer la mort, un Agnier tue d’un coup de hache le père Jogue (18 octobre) et le lendemain Jean de La Lande[6].
- 24 décembre : le dernier Ming est proclamé empereur de Chine sous le nom de Zhu Yongli (fin en 1662)[4]. Il résiste autour de Canton avec l’aide des Portugais de Nicolas Ferreira. Yongli et sa famille se convertissent au christianisme[7].

- Mort du sultan de Mataram, Agung. Il s'ouvre une crise de succession dont la Compagnie hollandaise profite pour étendre sa domination sur Java[8].
- Inde : le chef Marathe Shivâjî Bhonsla prend la forteresse de Torna (en) et fait construire le fort Rajgad (en) (Rajgarh)[9].
- Famine en Inde du Sud (1645-1647)[10].

### Europe
- Mars : ambassade russe en Pologne : le tsar propose à Ladislas IV Vasa une jonction des Cosaques du Don avec ceux du Dniepr et la coopération des troupes russes et polonaises pour envahir la Crimée[11].
- Avril : paix d'Eilenbourg entre la Suède et la Saxe ; le général suédois Wrangel traverse les territoires de l’Électeur de Saxe et marche vers la Weser[12].

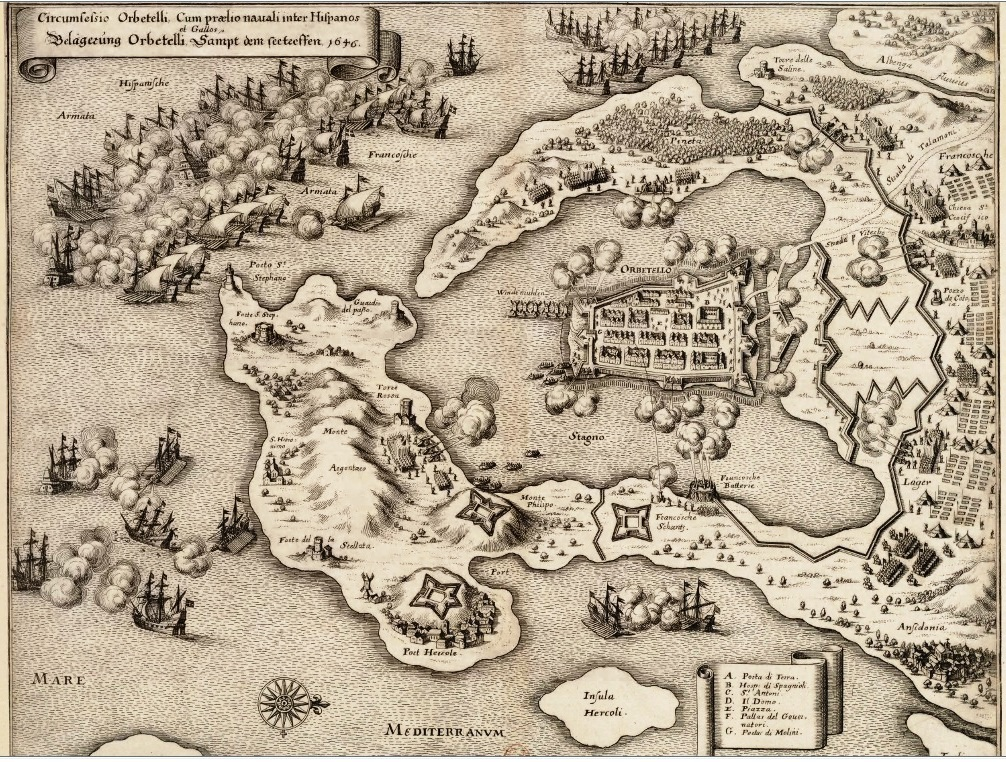
11 mai-14 juin : bataille d'Orbetello.

- 10 mai-14 juin, Italie : échec des français à Orbetello[13].
- Mai : Début du premier siège de Lérida par les Français (fin le 22 novembre)[14].
- 28 juin : Gaston d'Orléans prend Courtrai[13].
- 15 juillet : Turenne passe le Rhin à Wesel et rejoint les Suédois de Wrangel, qui a succédé à Torstenson, à Giessen (Allemagne le 10 août. Ils passent le Main, puis le Danube, et envahissent la Bavière[15].
- 19 juillet : alliance de l’archevêque et prince-électeur de Trèves Philipp Christoph von Sötern avec la France : la forteresse de Philippsburg est confiée aux Français pour qu’ils y tiennent durablement garnison[16].
- 15 août : couronnement de Ferdinand de Habsbourg, roi de Bohême[17].

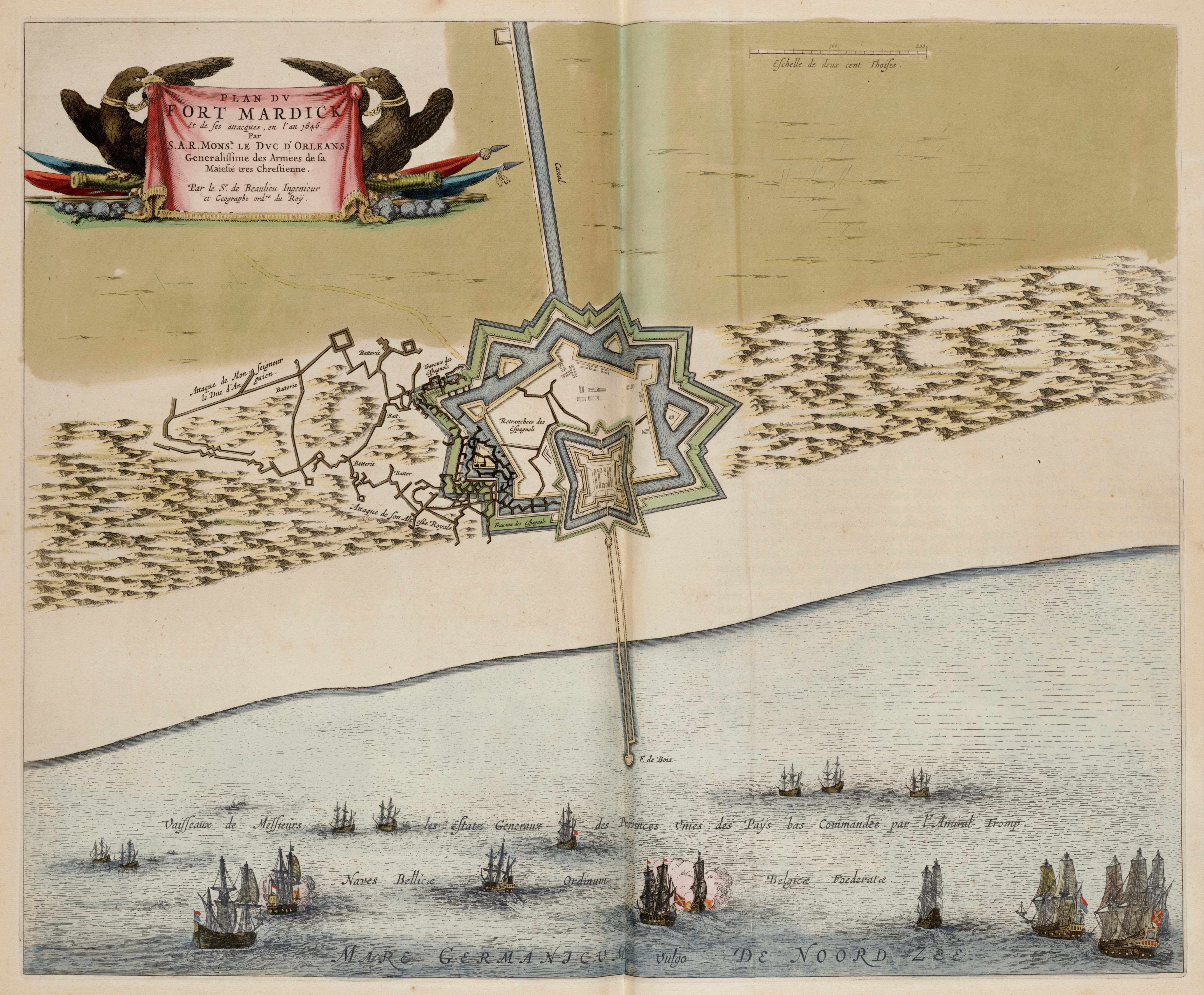
4 - 25 août : siège de Mardyck.

- 25 août : prise de Mardyck par Gaston d'Orléans[13].
- 7 septembre : le duc d'Enghien prend Furnes puis assiège Dunkerque le 25 septembre[13].
- 22 septembre : les Suédois passent le Lech, prennent Rain et avancent jusqu'à Landshut par Freising[15].
- 28 septembre : Turenne et Wrangel mettent le siège devant Augsbourg[18].
- 8 octobre, Italie : prise de Piombino par les armées françaises de Plessis-Praslin et de La Meilleraye ; le duc de Modène se rallie à la France[19].
- 10 octobre : prise de Dunkerque par le duc d'Enghien[13].
- 6 novembre : ouverture de la diète de Varsovie. Le Sénat refuse de faire la guerre. Ladislas IV de Pologne veut éliminer les Tatars de l’Ukraine et battre les Ottomans. Pour cela il lui faut mobiliser les Cosaques en leur accordant des privilèges, mais il se heurte à la résistance des magnats aux diètes de 1646 et 1647. Déçus, les Cosaques se soulèvent en 1648[20].

- En Russie, la Douma des boyards est progressivement éliminée au profit d’un conseil restreint, la « Douma de la chambre » ou « conseil intime des boyards ». Les pouvoirs de la police secrète sont renforcés par la création du département des affaires secrètes. Il deviendra l’instrument de contrôle de l’administration[21]. Une réforme financière d'envergure est inaugurée : recensement des maisons imposées, augmentation des taux d’imposition et des taxes, création d’un impôt sur le sel[22]. Les franchises commerciales accordées aux marchands anglais à l’époque d’Ivan IV et de Boris Godounov sont supprimées après une pétition déposée par les marchands russes de Moscou[23].
- Nikon devient archimandrite du monastère de Saint-Sauveur à Moscou[24]. Le tsar Alexis lui confie le service des pétitions et l’envoie à Novgorod pour négocier avec les magistrats de la ville.

#### Îles britanniques
- 21 mars : victoire parlementaire à la bataille de Stow-on-the-Wold (en)[25].
- 27 avril : dans l’incapacité financière de lever d’autres troupes, Charles Ier d'Angleterre quitte Oxford pour demander asile aux Écossais[26].
- 24 juin : la New Model Army de Thomas Fairfax prend Oxford[26].
- 17 août : reddition de Raglan Castle après trois mois de siège[27].
- 9 octobre[26] : abolition de l’Église anglicane. Suppression de l’épiscopat.

## Naissances en 1646
- 12 janvier : Jean Louis Charles d'Orléans-Longueville, duc de Longueville, prince de Châtellaillon, de Neufchâtel, d'Orange et de Valengin, duc d'Estouteville, comte de Saint-Pol, comte de Tancarville, pair de France († 1694).

- 17 février : Pierre de Boisguilbert économiste française († 10 octobre 1714).

- 1er avril : Hendrick Van Blarenberghe, peintre français († 13 mai 1712).
- 12 avril : Pier Dandini, peintre baroque italien de l'école florentine († 26 novembre 1712).
- 15 avril : Christian von Oldenburg, roi de Danemark sous le nom de Christian V († 25 août 1699).
- 16 avril : Jules Hardouin-Mansart, architecte français († 11 mai 1708).
- 20 avril :
  - Giacinto Calandrucci, graveur et peintre italien († 22 février 1707).
  - Charles Plumier, botaniste et voyageur français († 20 novembre 1704).

- 6 juin : Hortense Mancini, duchesse Mazarin, nièce du cardinal († 2 juillet 1699).
- 30 juin : Paul Hermann, médecin et botaniste allemand († 29 janvier 1695).

- 1er juillet : Gottfried Wilhelm Leibniz, polymathe allemand, notamment mathématicien et philosophe († 14 novembre 1716).
- 24 juillet : Madeleine Boullogne, peintre française († 30 janvier 1710).

- 8 août : Godfrey Kneller, peintre britannique († 19 octobre 1723).
- 16 août : John Flamsteed, astronome britannique († 31 décembre 1719).

- 3 octobre : Joseph Parrocel, peintre français († 1er mars 1704).
- 7 octobre : Charles de Luynes, duc de Chevreuse et gouverneur de Guyenne († 5 novembre 1712).
- 10 octobre : Françoise-Marguerite de Sévigné, à Paris, rue des Lions (11, rue des Lions-Saint-Paul), future comtesse de Grignan et principale destinataire des lettres de sa mère Madame de Sévigné († 13 août 1705).

- Date précise inconnue :
  - Francesco Monti, peintre italien († 1712).
  - Robert de Longe, peintre belge († 1709).

- 1646 ou 1649 :
- Fiodor Ignatiev, peintre russe iconographe († 1720).

## Décès en 1646
- 3 janvier :
  - Francesco Erizzo, 98e doge de Venise (° 18 février 1566).
  - Charlotte Jouvenel des Ursins, poétesse et salonnière française (° 1569).
- 4 janvier : Gaspard III de Coligny, maréchal de France (° 26 juillet 1584).
- 6 janvier : Elias Holl, architecte du Saint-Empire romain germanique (° 28 février 1573).
- 8 janvier : Onodera Yoshimichi, samouraï japonais (° 19 août 1566).
- 12 janvier : Béatrix de la Conception, carmélite déchaussée espagnole (° 1569).
- 18 janvier : Hosokawa Tadaoki, samouraï japonais (° 28 novembre 1563).
- 4 février : Johannes Polyander, théologien calviniste néerlandais (° 28 mars 1568).
- 9 mars : Baltasar Carlos d'Espagne, neveu de la précédente, héritier en primogéniture du trône d'Espagne qu'il n'occupera pas (° 17 octobre 1629).
- 3 avril : Thomas Lydiat, mathématicien anglais (° 27 mars 1572).
- 10 avril : Santino Solari,  architecte et sculpteur né en suisse (° 1576).
- 8 mai : Philippe Cospéan, prélat et prédicateur français d'origine belge (° 15 février 1571).
- 11 mai : Yagyū Munenori, escrimeur japonais, fondateur de la branche d'Edo du Yagyū Shinkage-ryū (° 1571).
- 12 mai : Énemond Massé, prêtre jésuite français (° 3 août 1575).
- 13 mai : Marie-Anne d'Espagne, de la dynastie des Habsbourg d'Espagne, épouse de Ferdinand III des Habsbourg d'Autriche (° 18 août 1606).
- 7 juin : Louis de Bersaques, arpenteur belge assermenté (° 12 août 1586).
- 14 juin : Jean Armand de Maillé-Brézé, duc de Brézé, duc de Fronsac, pair de France, grand-maître de la navigation, tué par un boulet à la bataille d'Orbitello (° 18 octobre 1619).
- 22 juin : Daniel Dumonstier, dessinateur et peintre français (° 14 mai 1574).
- 24 juin : Wolf Heinrich von Baudissin, général danois (° 1579).
- 25 juin : Henri V de Knöringen, prince-évêque d'Augsbourg (° 5 février 1570).
- 13 juillet : Roger de Bellegarde, un favori des rois Henri III et Henri IV (° 10 décembre 1562 ou 10 décembre 1563).
- 17 juillet : Date Shigezane, samouraï de la fin de la période Sengoku et du début de l'époque d'Edo (° 1568).
- 20 juillet : William Twisse, ecclésiastique et théologien anglais (° 1578).
- 10 août : Jan Janszoon Orlers, imprimeur et libraire néerlandais (° 5 janvier 1570).
- 9 septembre : Mu Zeng, homme politique chinois (° 19 septembre 1587).
- 11 septembre :
  - Antonio Barberini, cardinal italien (° 1569).
  - Adrienne d'Heur, orfèvre française (° vers 1585).
- 17 septembre : Henri Dupuy, professeur et philologue néerlandais (° 4 novembre 1574).
- 22 septembre :
  - Guillaume Du Val, érudit, médecin et philosophe français (° vers 1572).
  - Adrien de Monluc, noble français (° 1571).
- 24 septembre : Duarte Lobo, compositeur portugais (° 19 septembre 1565).
- 18 octobre : Isaac Jogues, missionnaire jésuite d'origine française (° 10 janvier 1607).
- 28 octobre : William Dobson, peintre britannique (° 4 mars 1610).
- 29 novembre : Laurentius Paulinus Gothus, professeur et évêque suédois (° 10 novembre 1565).
- 23 décembre : François Maynard, poète français (° 21 novembre 1582).
- 23 décembre : Gabrielle de Toulongeon, première femme de Bussy-Rabutin, le fameux cousin de Madame de Sévigné et l'auteur de la Guerre des Gaules. Bussy choisit d'aller aux obsèques du Prince plutôt qu'à celles de son épouse.
- 24 décembre : Nicolas Briot, médailleur français (° 1579).

- 26 décembre : Henri II de Bourbon-Condé, IIIe prince de Condé, gouverneur de Bourgogne, gouverneur du Berry, duc de Montmorency, duc d'Albret, duc d'Enghien et de  Bellegarde, premier prince du sang, comte de Sancerre, pair de France, grand veneur et grand louvetier de France (° 1588).
- Date précise inconnue :
  - Álvaro de Bazán y Benavides, militaire espagnol (° 12 septembre 1571).
  - Antonio Bisquert, peintre espagnol (° 1596).
  - Jean Boucher, théologien français (° 1548).
  - Guillaume Dumée, peintre français (° 1571).
  - François II Limosin, peintre émailleur français (° 1554).
  - Jehan II Limosin, peintre émailleur français (° vers 1561).
  - Edmund Sheffield, 1er comte de Mulgrave, pair et député anglais (° 1564).
  - Ascensidonio Spacca, peintre italien (° 1557).
- Vers 1646 :
  - Pierre Hespérien, pasteur protestant français (° vers 1575).
  - Pieter van den Keere, graveur et cartographe néerlandais (° 1571).